# Frank Loesser
Frank Loesser est un compositeur, scénariste et acteur américain né le 29 juin 1910 à New York, New York (États-Unis), mort le 28 juillet 1969 à New York (New York).

## Filmographie

### comme compositeur
- 1937 : When Love Is Young
- 1940 : Seventeen
- 1940 : A Night at Earl Carroll's
- 1941 : Sis Hopkins
- 1941 : Douce et Criquet s'aimaient d'amour tendre (Mr. Bug Goes to Town)
- 1944 : Hail the Conquering Hero
- 1943 : Remerciez votre bonne étoile (Thank your lucky stars)
- 1951 : Une place au soleil (A Place in the Sun)
- 1955 : Blanches Colombes et Vilains Messieurs (Guys and Dolls) avec Marlon Brando
- 1980 : The Most Happy Fella (TV)

### comme parolier
- 1939 : Femme ou Démon de George Marshall
- 1940 : La Maison des sept péchés de Tay Garnett
- 1941 : L'Entraîneuse fatale de Raoul Walsh

### comme scénariste
- 1942 : Priorities on Parade

### comme acteur
- 1949 : L'Ange endiablé (Red, Hot and Blue) : Hair-do Lempke